# Thomas Merton
Thomas Merton, född 31 januari 1915 i Prades i Pyrénées-Orientales i Frankrike, död 10 december 1968 i Samut Prakan i Thailand, var en amerikansk trappistmunk och författare.
Merton, som var av brittiskt ursprung, tillbringade en relativt stormig ungdom i USA innan han 1941 inträdde i trappistklostret Gethsemani nära Bardstown, Kentucky. Trots sin dragning till eremitlivet blev han en ytterst produktiv författare och brevskrivare, och hans böcker har utgivits i stora upplagor.
Merton förenade en monastisk spiritualitet med ett vaket öga för samtidens kulturella och sociala frågor. Han utövade estetisk kritik och ett intresse för österländska religioner, sufism och speciellt zen. Han skrev flera böcker om bön som aktualiserade det monastiska livets värden i en sekulariserad västerländskt miljö. Hans intresse för österländska religioner förde honom på en resa i Östasien där han omkom nära Bangkok genom en olyckshändelse.

## Skrifter i urval
- 1946 – A Man in the Divided Sea
- 1948 – The Seven Storey Mountain
- 1949 – Waters of Siloe
- 1949 – Seeds of Contemplation (Vägen till kontemplation, övers. Daniel Andreæ, Petrus de Dacia 1954)
- 1949 – Elected silence (Kallad till tystnad, övers. Monica Stolpe & Sven Stolpe, red. Sven Heilo) Catholica 1986)
- 1951 – The Ascent to Truth
- 1953 – Bread in the Wilderness (Bröd i ödemarken, övers. Marianne Pauchard & Kajsa Rootzén, Petrus de Dacia 1959)
- 1953 – The sign of Jonas (Jonastecknet: en trappistmunks dagliga erfarenheter och personliga reflexioner åren 1946-1952, övers. Sven Heilo, Catholica 1985)
- 1954 – The Last of the Fathers
- 1956 – The Living Bread
- 1956 – Silence in Heaven (Den heliga tystnaden, Allhem 1956)
- 1957 – The Silent Life
- 1958 – Thoughts in Solitude (Tankar ur tystnaden, övers. Sven Heilo, Catholica 1998)
- 1959 – The Secular Journal of Thomas Merton
- 1960 – Disputed Questions
- 1961 – The New Man (Den nya människan, övers. Ingrid Eckerdal Wikström, Verbum 1985)
- 1962 – New Seeds of Contemplation
- 1963 – Emblems of a Season of Fury
- 1963 – Life and Holiness (Liv och helighet, övers. Kerstin Gårsjö, Libris, 2000)
- 1965 – Seeds of Destruction
- 1966 – Conjectures of a Guilty Bystander
- 1966 – Raids on the Unspeakable
- 1967 – Mystics and Zen Masters
- 1968 – Faith and Violence
- 1969 – My Argument with the Gestapo
- 1969 – Contemplative prayer (Kontemplativ bön, övers. Sven Heilo, Catholica 1987)
- 1973 – He is risen (Han lever, övers. Eva Norberg, Skeab 1981)
- 1978 – No Man is an Island (Resa i den inre verkligheten, övers. Janne Carlsson, Libris 1985)
- 1988 – The Shining Wilderness (Texter i urval, övers. Kjell Norlin, Libris 1994)
- 1999 – The Intimate Merton: His Life from his Journals (Brännpunkter: ur Thomas Mertons dagböcker, övers. Mikael Löwegren, Artos 2002)
- 2003 – The inner experience (Den inre erfarenheten: anteckningar om kontemplation, övers. Bernard Durel & Per Tornée, Cordia 2007)
- 2004 – Peace in the Post-Christian Era
- 2021 – Dikter i urval, övers. Stefan Albrektsson & Michael Economou, Silentium skrifter 2021.

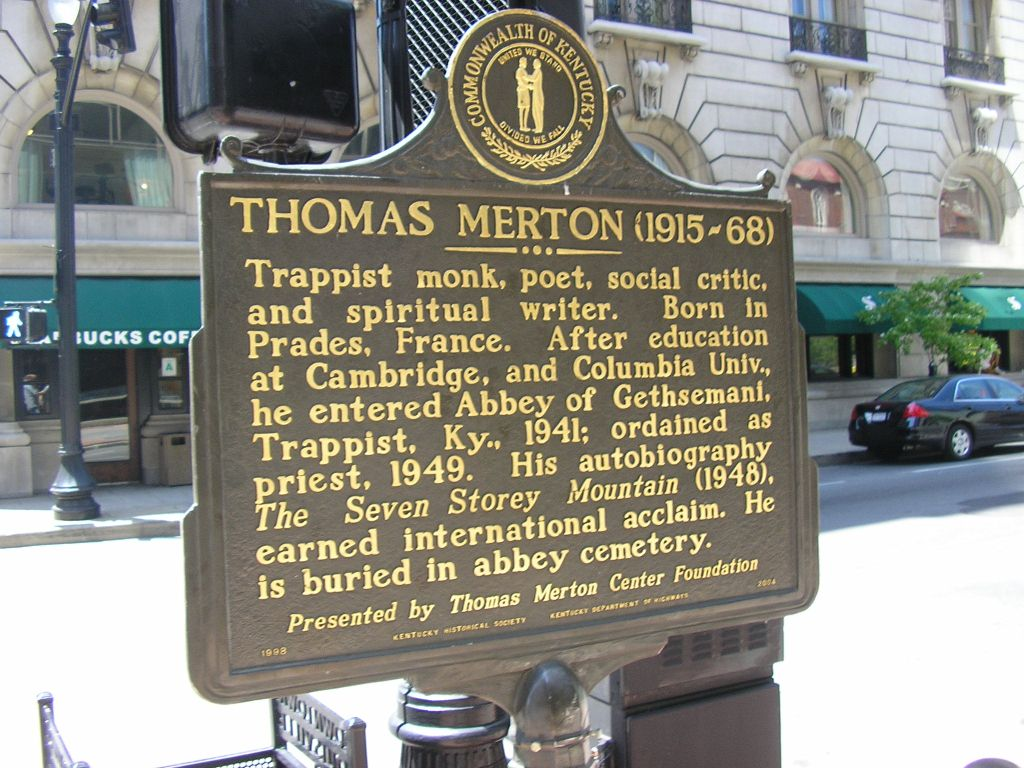
Minnesmärke över Merton i Louisville, Kentucky.
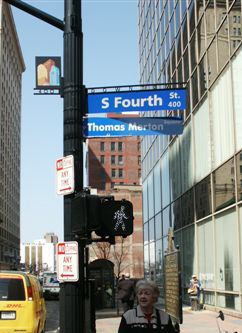
Thomas Merton Square i centrala Louisville.